# جین ایر (مجموعه تلویزیونی ۲۰۰۶)
جِین اِیر (به انگلیسی: Jane Eyre) یک سریال تلویزیونی اقتباسی محصول سال ۲۰۰۶ است بر اساس رمان معروف جین ایر از نویسنده مشهور انگلیسی شارلوت برونته که در سال ۱۸۴۷ منتشر شد. این داستان که موضوع اقتباس‌های تلویزیونی و سینمایی متعدد است، بر اساس زندگی شخصیت تخیلی و اصلی این داستان که یک دختر یتیم با همین نام است شکل گرفته است. این سریال اقتباسی یکی از درام‌های تلویزیونی بی‌بی‌سی است که در چهار قسمت یک ساعته در بریتانیا از شبکهٔ تلویزیونی بی‌بی‌سی وان پخش شد.
این سریال درام بطور کلی یک اقتباس موفق در نظر گرفته شده است که تحسین منتقدان و تعداد زیادی جوایز مهم از نهادهای مختلف را برنده و نامزد شد.
سریال جین ایر گرچه در مجموع روایت وفادارانه‌ای نسبت به رمان اصلی دارد اما به دلیل محدودیت‌های زمانی در سریال، بخش‌هایی از داستان اصلی را کوتاه کرده و یا مروری گذرا بر آن‌ها دارد و صفحات زیادی از کتاب تنها در چند دقیقه خلاصه شده‌اند. همچنین بخش‌هایی از داستان نیز در این سریال از لحاظ زمانی به عقب و جلو برده شده‌اند و چند صحنه جدید نیز به داستان اضافه شده است.

## بازیگران
- روث ویلسون در نقش جین ایر
- توبی استیونز در نقش ادوارد فِیرفَکس روچستر
- لورین اشبورن در نقش خانم فیرفکس
- پم فریس در نقش گریس پول
- ند آیریش در نقش جورج
- کوزیما لیتل وود در نقش ادل
- آیدان مک آردل در نقش جان اشتون
- تارا فیتزجرالد در نقش خانم نی
- السا مولین در نقش سوفی
- ربکا استاتون در نقش بسی
- اندرو بوکان در نقش سنت جان ریورز
- آنابل شولی در نقش دایانا ریورز
- اما لوندز در نقش مری ریورز
- آرتور کاکس در نقش سرهنگ دنت
- تیم گودمن در نقش سر جورج لین
- دنیل پیری در نقش ریچارد میسون
- فرانچسکا آنیس در نقش لیدی اینگرام
- کریستینا کول در نقش بلانچ اینگرام
- کلودیا کولتر در نقش برتا آنتونیتا میسون / خانم روچستر
- بتانی گیل در نقش الیزا رید
- جورجی هنلی در نقش جوان جین ایر
- سام هور در نقش لین برادر
- کارا هورگان در نقش الیزا رید
- آلیسا آرنا در نقش جورجیانا رید
- هستر اوجرز در نقش هلن برنز
- ریچارد مک کیب در نقش آقای بروکلهرست
- امی استیل در نقش دنت دوقلو
- بث استیل در نقش دنت توئین
- شارلوت وست-اورام در نقش خانم دندانه
- لتی باتلر در نقش لیا

## نقد
لوکاستا میلر منتقد نشریه گاردین درباره این اقتباس تلویزیونی از رمان «جین ایر» می‌نویسد: "این سریال نشان داد که می‌توان با روایت داستان مستقیم یک سریال درام موفق ساخت، به ویژه نقش‌آفرینی درخشان «توبی استفنز» در نقش آقای «راچستر» که حس مردانگی و در عین حال شکنندگی را به صورت توأمان به مخاطب القاء می‌کند و همچنین نقش‌آفرینی «روث ویلسون» در نقش «جین» با شخصیتی عجیب و غریب، قدرتمند و آرام."
َبری گارون از هالیوود ریپورتر نیز معتقد است سریال «جین ایر» به نویسندگی «سندی ولش» و کارگردانی «سوزان وایت» رنگ‌ جدید به رمان عاشقانه «برونته» اضافه نمی‌کند بلکه تمامی سایه‌ها و رنگ‌های داستان اصلی را می‌گیرد و آن را با شکوهی تمام بازسازی می‌کند.

## جوایز و نامزدها
| سال  | اتحادیه                                | دسته بندی                                              | نامزد(های)                            | نتیجه    |
| ---- | -------------------------------------- | ------------------------------------------------------ | ------------------------------------- | -------- |
| ۲۰۰۷ | جوایز تلویزیونی آکادمی بریتانیا (بَفتا) | بهترین بازیگر زن تلویزیون                              | روث ویلسون                            | نامزدشده |
| ۲۰۰۷ | جوایز تلویزیونی آکادمی بریتانیا (بَفتا) | بهترین آرایش و طراحی مو                                | آن اولدهام                            | برنده    |
| ۲۰۰۷ | جوایز تلویزیونی آکادمی بریتانیا (بَفتا) | بهترین موسیقی اورجینال تلویزیونی                       | راب لین                               | نامزدشده |
| ۲۰۰۷ | جوایز تلویزیونی آکادمی بریتانیا (بَفتا) | بهترین طراحی تولید                                     | گرینویل هورنر                         | نامزدشده |
| ۲۰۰۷ | اتحادیه مطبوعاتی صدا و سیما            | بهترین بازیگر زن                                       | روث ویلسون                            | نامزدشده |
| ۲۰۰۷ | اتحادیه مطبوعاتی صدا و سیما            | بهترین سریال درام                                      | جین ایر                               | نامزدشده |
| ۲۰۰۷ | جوایز امی ساعات پربیننده (Primetime)   | کارگردانی هنری برجسته برای مینی سریال یا فیلم          | گرنویل هورنر، پاتریک رولف، کلر آندراد | برنده    |
| ۲۰۰۷ | جوایز امی ساعات پربیننده (Primetime)   | بازیگران برجسته برای یک مینی سریال یا یک فیلم          | دی کارلینگ                            | نامزدشده |
| ۲۰۰۷ | جوایز امی ساعات پربیننده (Primetime)   | فیلمبرداری برجسته برای یک مینی سریال یا یک فیلم        | مایک الی                              | نامزدشده |
| ۲۰۰۷ | جوایز امی ساعات پربیننده (Primetime)   | لباس های برجسته برای یک مینی سریال یا یک فیلم          | آندریا گالر ، سالی کریس               | برنده    |
| ۲۰۰۷ | جوایز امی ساعات پربیننده (Primetime)   | کارگردانی برجسته برای یک مینی سریال یا یک فیلم         | سوزانا وایت                           | نامزدشده |
| ۲۰۰۷ | جوایز امی ساعات پربیننده (Primetime)   | مدل موی برجسته برای مینی سریال یا فیلم                 | آن اولدهام، فی دی بریمکر              | برنده    |
| ۲۰۰۷ | جوایز امی ساعات پربیننده (Primetime)   | ویرایش برجسته تک دوربین برای یک مینی سریال یا یک فیلم  | جیسون کراسوکی                         | نامزدشده |
| ۲۰۰۷ | جوایز امی ساعات پربیننده (Primetime)   | میکس صدای برجسته برای یک مینی سریال یا یک فیلم         | ریچارد مانتون، استوارت هیلیکر         | نامزدشده |
| ۲۰۰۷ | جوایز امی ساعات پربیننده (Primetime)   | نویسندگی برجسته برای یک مینی سریال یا یک فیلم          | سندی ولش                              | نامزدشده |
| ۲۰۰۷ | جوایز ستلایت                           | بهترین بازیگر مرد – مینی سریال یا فیلم تلویزیونی       | توبی استفنز                           | نامزدشده |
| ۲۰۰۷ | جوایز ستلایت                           | بهترین بازیگر زن – مینی سریال یا فیلم تلویزیونی        | روث ویلسون                            | نامزدشده |
| ۲۰۰۷ | جوایز ستلایت                           | جایزه ماهواره برای بهترین مینی سریال یا فیلم تلویزیونی | جین ایر                               | نامزدشده |
| ۲۰۰۸ | جوایز صنف طراحان لباس                  | مینی سریال یا فیلم تلویزیونی برجسته                    | جین ایر                               | نامزدشده |
| ۲۰۰۸ | جوایز گلدن گلوب                        | بهترین بازیگر زن – مینی‌سریال یا فیلم تلویزیونی         | روث ویلسون                            | نامزدشده |

## ارجاعات
1. ↑  «درباره سریال «جین ایر» بیشتر بدانید». ایسنا. ۲۰۱۸-۰۳-۰۱. دریافت‌شده در ۲۰۲۲-۰۸-۱۲.
2. ↑  Miller, Lucasta (2006-09-23). "The appeal of Jayne Eyre". the Guardian (به انگلیسی). Retrieved 2022-08-12.
3. ↑  Garron,AP، Barry؛ Garron، Barry؛ AP (۲۰۰۷-۰۱-۱۸). «Masterpiece Theatre: Jane Eyre». The Hollywood Reporter (به انگلیسی). دریافت‌شده در ۲۰۲۲-۰۸-۱۲.

## پیوندهای بیرونی
- وبگاه رسمی
- Jane Eyre در بانک اطلاعات اینترنتی فیلم‌ها (IMDb)
- Jane Eyre در آل‌مووی
- An Eyre of Intelligence - New Statesman
- Review at JaneEyre.net